# Prostownica do rur, rurek i przewodów
Prostownica do rur, rurek i przewodów – ręczne narzędzie specjalistyczne do prostowania rur, rurek i przewodów wykonanych z takich materiałów jak miedź, stal, stal nierdzewna, mosiądz czy aluminium. Prostownica znajduje szerokie zastosowanie w motoryzacji (np. produkcja miedzianych przewodów hamulcowych), przemyśle i budownictwie (np. instalacje grzewcze i chłodnicze, klimatyzacja, piorunochrony), redukując zużycie materiałów oraz ograniczając odpady powstałe przy produkcji. Wyprostowana rurka wpływa na swobodniejszy przepływ cieczy i gazów, co tym samym przyspiesza ruch medium i zwiększa efektywność danej instalacji.

## Budowa
Prostownica do rur, rurek i przewodów składa się z łożyskowanych rolek prostujących umieszczonych po cztery rolki w czterech rzędach, które rozmieszczone są w szyku kołowym o wartości kąta równemu 90˚. Całość osadzona jest w ergonomicznej i wytrzymałej obudowie wykonanej z tworzywa.

## Sposób działania
Wyprostowanie rurki odbywa się poprzez jej przeciągnięcie przez rolki prostujące. W zależności od wybranego materiału i jego podatności na prostowanie czynność można powtórzyć, aż do momentu uzyskania pożądanego efektu. W zależności od średnicy wybranej rury, rurki lub przewodu prostownice występują w popularnych rozmiarach metrycznych (4, 5, 6, 8, 10, 12, 15, 16 mm) oraz calowych (1/8, 3/16, 1/4, 5/16, 3/8, 1/2, 5/8).